# Oramel H. Simpson
Oramel Hinckley Simpson, född 20 mars 1870 i Washington, Louisiana, död 17 november 1932 i New Orleans, Louisiana, var en amerikansk demokratisk politiker. Han var Louisianas viceguvernör 1924–1926 och därefter guvernör 1926–1928.
Simpson avlade 1892 juristexamen vid Tulane University. Han arbetade som verkställande direktör för godistillverkaren Konold Company. År 1924 valdes han till viceguvernör.
Guvernör Henry L. Fuqua avled 1926 i ämbetet och efterträddes av Simpson som innehade ämbetet fram till slutet av Fuquas mandatperiod. År 1928 efterträddes han sedan av Huey Long efter förlusten i demokraternas primärval. Simpson avled år 1932 och gravsattes på Greenwood Cemetery i New Orleans.